# Aldgate Pump

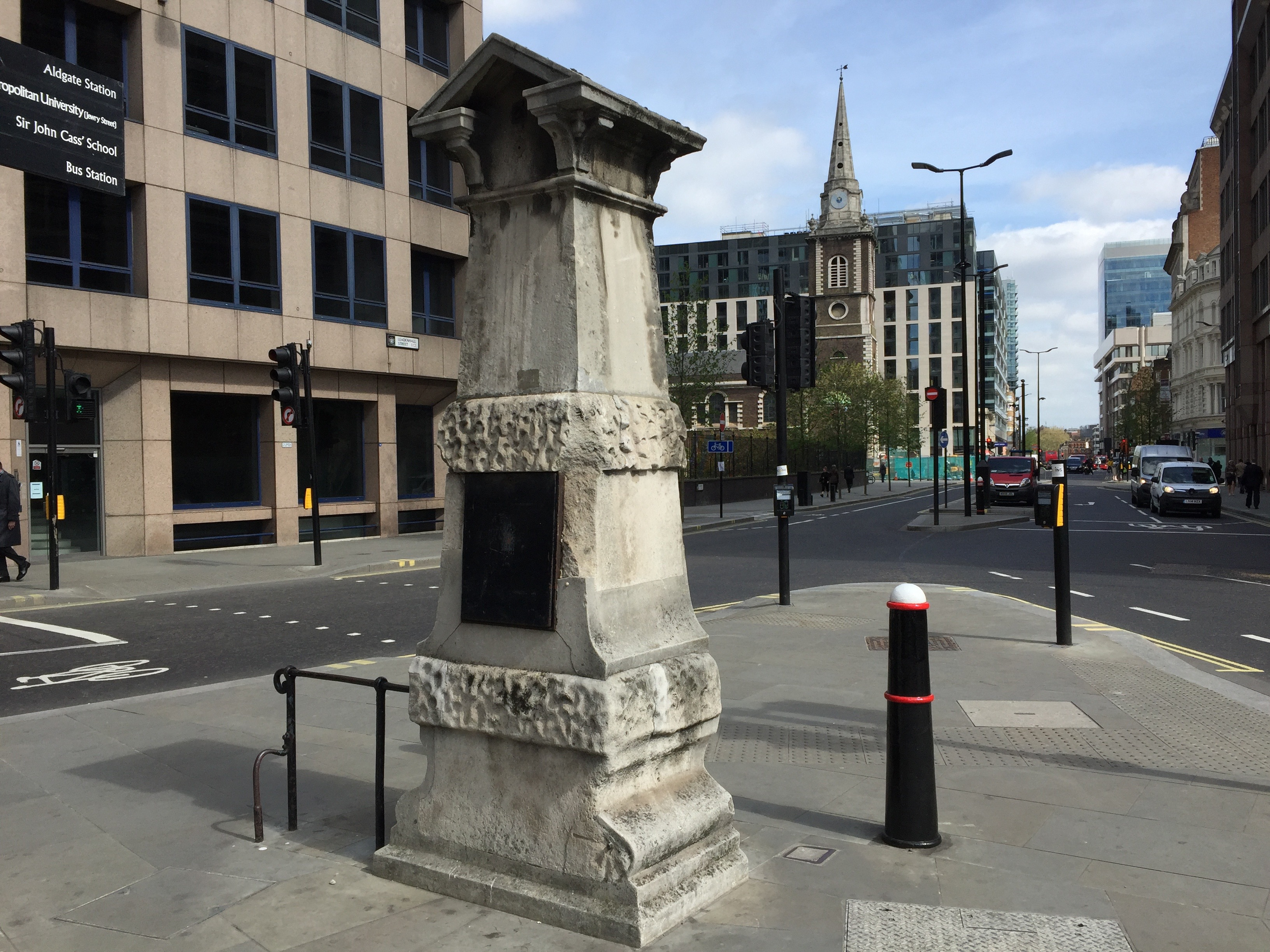

Die Aldgate Pump ist ein Wasserspeier in London. Im Jahre 1876 wurde er in Form eines Wolfes in der Stadt nahe dem Aldgate, einem ehemaligen Stadttor aufgestellt. Er befindet sich an der Kreuzung Aldgate High Street, Fenchurch Street und Leadenhall Street im Osten der City of London.